# Giuseppe Levi
Giuseppe Levi (Trieste, 14 de octubre de 1872 - Turín, 3 de febrero de 1965) fue un anatomista e histólogo italiano, profesor de anatomía humana (desde 1916) en las universidades de Sassari, Palermo y Turín. Fue el maestro de tres Premios Nobeles y es considerado una de las principales figuras de las ciencias biomédicas italianas del siglo XX.

## Biografía
Nació el 14 de octubre de 1872 en Trieste de padres judíos, Michele Levi y Emma Perugia. Estaba casado con Lidia Tanzi y tenía cinco hijos: Gino, Mario, Alberto, Paola (quien se convirtió en la esposa de Adriano Olivetti) y la escritora Natalia Ginzburg (esposa de Leone Ginzburg y madre de Carlo Ginzburg), quien describió la personalidad de su padre en el exitoso libro italiano Lessico famigliare (1963).
Levi, como profesor de Anatomía en la Universidad de Turín, tenía amplios intereses de investigación y fue pionero de los estudios in vitro de células cultivadas. Introdujo y luego practicó sistemáticamente el cultivo in vitro de tejidos, con el fin de examinar la estructura y el comportamiento de células aisladas y sometidas a condiciones ambientales variables.  Contribuyó al estudio del sistema nervioso, especialmente en la plasticidad de las células ganglionares sensoriales. Levi sostenía que existe una división celular de las células nerviosas, seguida por las lesiones de las áreas corticales.
Mientras estuvo en Turín, fue tutor de tres estudiantes que posteriormente ganaron el Premio Nobel : Salvador Luria, Renato Dulbecco y Rita Levi-Montalcini. Levi Montalcini realizó sus primeros estudios sobre las relaciones entre los centros neuronales y su objetivo periférico de inervación con Giuseppe Levi.
Fue miembro de la Academia de Lincei y de la Academia Nacional de Ciencias conocida como XL, así como de otras instituciones científicas como la Academia Nacional de Ciencias de los Estados Unidos, La Academia Real de Ciencias, las Letras y las Bellas Artes de Bélgica, y la Deutsche Akademie der Naturforscher Leopoldina.
Fue considerado un símbolo de la resistencia al fascismo, al ser uno de los 12 profesores que se negaron a firmar lealtad al régimen. En marzo de 1934 fue encarcelado como represalia al intento de entrada de propaganda antifascista por su hijo Mario desde Suiza. En ese momento, estaba trabajando en su laboratorio el gran neurohistólogo español Fernando de Castro Rodríguez, becado por la Rockefeller Foundation: de Castro avisó a su maestro, Santiago Ramón y Cajal quien, desde Madrid escribió a Benito Mussolini, consiguiendo la liberación de Giusseppe Levi a los pocos días. Su excelente formación en ciencias biológicas y el haber aprendido a abordar los problemas científicos de la forma más rigurosa posible, en un momento en que tal enfoque era todavía inusual, fue fundamental para sus alumnos.

## Premios y reconocimientos
Su fama deriva de haber nutrido a tres ganadores del Premio Nobel,  Salvador E. Luria, Rita Levi Montalcini y Renato Dulbecco.
Recibió varios premios importantes, incluido el Premio Real de la Academia de Lincei en 1923, la Medalla de Oro de los meritorios de la escuela, la cultura y el arte y los títulos honoríficos de las Universidades de Lieja, Montevideo y Santiago de Chile.
El fisiólogo Filippo Bottazzi propuso su candidatura al Premio Mussolini de la Academia de Italia. El jurado estaba a su favor pero el Duce lo vetó, por haberse negado a firmar el manifiesto de lealtad al fascismo.